# PMP22
PMP22 – białko mieliny obwodowej.
Białko stanowiące składnik mieliny zbitej, stanowiącej 2-5% wszystkich białek mieliny. Należy do nadrodziny immunoglobulin. Syntetyzowane jest w dwóch postaciach, z których pierwsza dominuje w komórkach Schwanna, druga (tzw. GAS3) w fibroblastach. Nadekspresja pierwszego transkryptu prowadzi do zahamowania proliferacji komórek Schwanna. Nadekspresja drugiego – do zatrzymania wzrostu i apoptozy fibroblastów. Większość transkryptu zatrzymywana jest w siateczce endoplazmatycznej, pozostała (mniejsza część) jest kierowana do aparatu Golgiego, glikozylowana i wbudowywana następnie w mielinę.